# Montlevon
Montlevon település Franciaországban, Aisne megyében. Lakosainak száma 289 fő (2022. január 1.). Montlevon Courboin, Montigny-lès-Condé, Nesles-la-Montagne, Pargny-la-Dhuys, Viffort és Dhuys-et-Morin-en-Brie községekkel határos.

## Népesség
A település népességének változása:
| Lakosok száma | 287  | 227  | 249  | 253  | 282  | 294  | 301  | 303  | 301  | 289  |
|               | 1968 | 1982 | 1990 | 2006 | 2013 | 2015 | 2017 | 2019 | 2020 | 2022 |